# Bazylika San Simpliciano w Mediolanie
Bazylika San Simpliciano w Mediolanie – kościół, który wznosi się w Mediolanie, przy Piazza San Simpliciano, w pobliżu Corso Garibaldi. Jest to świątynia o tradycjach sięgających czasów św. Ambrożego. Obecnie odbywają się tam często koncerty muzyki barokowej.

## Historia
W miejscu, gdzie dziś wznosi się bazylika, istniał w III w. cmentarz pogański, czego dowodem są odnalezione w pobliżu resztki marmurowych nagrobków. Stara tradycja mówi, że w tym miejscu św. Ambroży rozpoczął budowę Basilica Virginum, jednej z czterech bazylik umieszczonych przy czterech najważniejszych drogach wiodących do miasta. Bazylika ta została ukończona za czasów następcy Ambrożego, św. Symplicjana, który złożył tu ciała męczenników z Anauni - świętych Sisinnio, Martirio i Alessandro. Tutaj też sam został pochowany. Znaleziona w czasie remontów kościoła cegła z pieczęcią Agilulfa wskazuje, że jakieś prace budowlane były tam prowadzone w latach 590–615.
W IX w. kościół został przekazany benedyktynom kluniackim, a w 1176 stał się sławny dzięki zwycięstwu Ligi Lombardzkiej w bitwie pod Legnano, ponieważ legenda opowiada, iż trzej męczennicy pochowani w bazylice, przybrawszy postacie gołębi, usiedli na carroccio, zwiastując zwycięstwo.
Zmiany architektoniczne zostały poczynione w świątyni w XI–XIII w. Do dziś zachowuje ona charakterystyczne cechy romańskie. W 1517 kościół i konwent przeszły w ręce benedyktynów z Cassino, którzy pozostali tam do 1798, ponieważ wtedy konwent został przekształcony na koszary.
W XVI w. dzwonnica kościoła została obniżona o ok. 25 m z rozkazu Ferrante I Gonzagi, jak zresztą większość tych, które wznosiły się w pobliżu zamku. Kopuła zaś i skrzydła boczne zostały zmodyfikowane w 1582. W 1840 wnętrze zostało zeszpecone przez prace Giulio Aluisettiego, który pokrył tynkiem ściany i sklepienia oraz zmodyfikował romańskie filary. Fasada została zrekonstruowana przez Carlo Maciachiniego w 1870, a w 1927 w oknach umieszczono witraże zaprojektowane przez Aldo Carpiego, przedstawiające epizody z bitwy pod Legnano. Na skutek niedawnych prac renowacyjnych światło dzienne ujrzały starochrześcijańskie elementy bazyliki i został jej przywrócony styl romański. 

## Architektura i dzieła sztuki

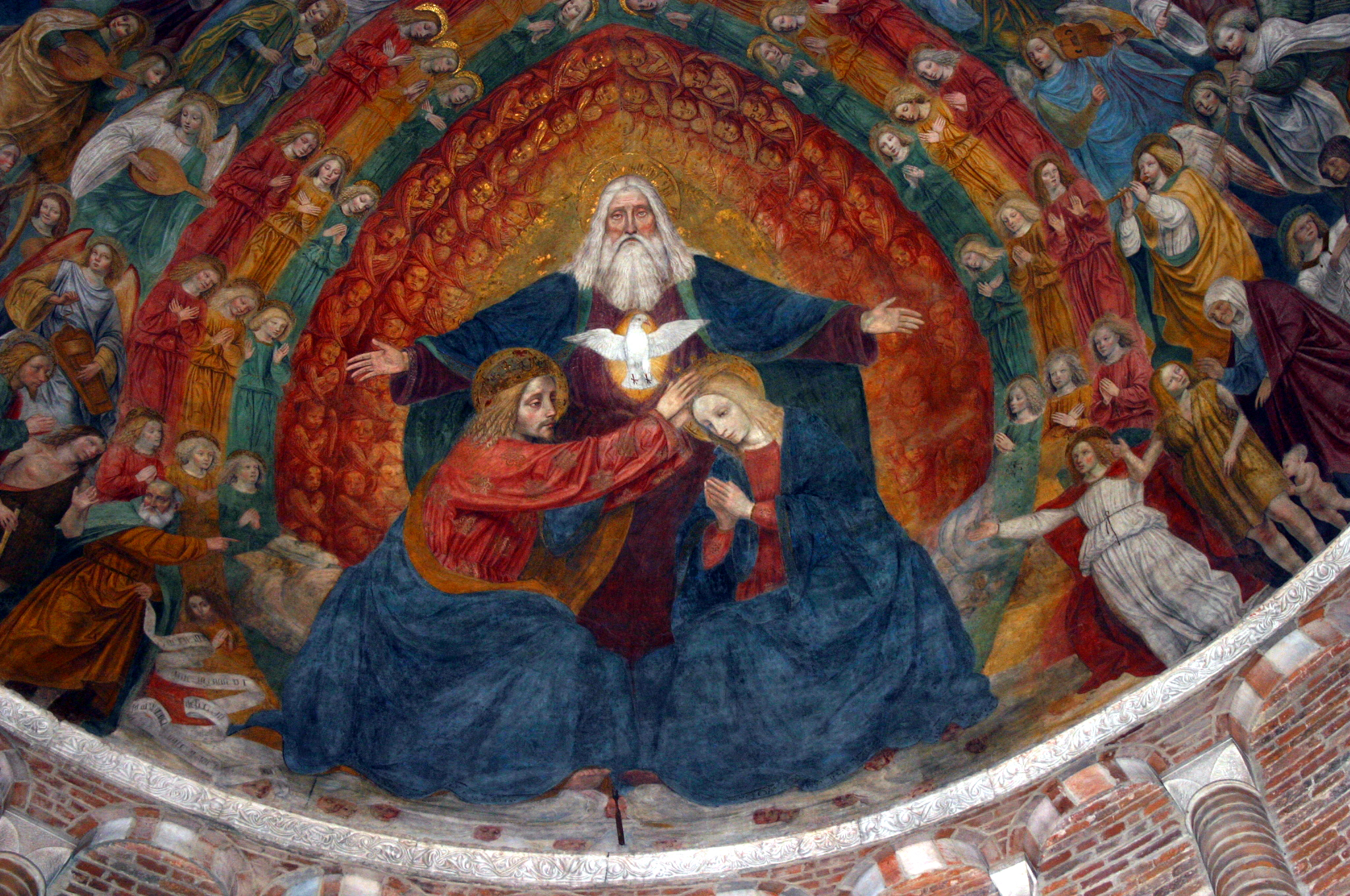
Bergognone, Ukoronowanie Matki Bożej

Fasada jest jedną z tych, które najlepiej przetrwały XIX-wieczne przebudowy. Arkady, które okalają portale, świadczą o istnieniu w przeszłości portyku. Część górna, bardziej przebudowana, posiada dwa potrójne okna boczne, dwa podwójne centralne i jedno potrójne w górze oraz małe łuki dekoracyjne.
Trójnawowe wnętrze kościoła zbudowane jest na planie krzyża łacińskiego z czterema pilastrami po każdej stronie. Transept zaś podzielony jest na dwie nawy. W kaplicach bocznych znajdujemy zdobienia barokowe, rokokowe i neoklasycystyczne. W trzeciej kaplicy po prawej stronie znajduje się Św. Benedykt Salmeggi z 1619. W kościele są też malowidła Alessandro Varotariego i Aurelio Luiniego. Największym arcydziełem obecnym w bazylice jest Ukoronowanie Matki Bożej autorstwa Bergognone, które zdobi absydę. Przesłania je nieco neoklasycystyczny ołtarz główny.
Po lewej stronie absydy znajduje się wejście do krypty Męczenników z Anaunii, struktury zbudowanej na planie krzyża łacińskiego z półkolistą absydą, niewielkim transeptem i kopułą. Początki tej budowli mogą sięgać IV w.
Spośród dzieł sztuki obecnych w bazylice należy wymienić jeszcze Zaślubiny Matki Bożej Camillo Procacciniego i fresk Zdjęcie Chrystusa z krzyża, lombardzkiego mistrza z XVI w. Warto też wspomnieć o Kaplicy Różańca zbudowanej w XVIII w, znajdującej się w transepcie.